# Валеріо Аспромонте
Валеріо Аспромонте   (італ. Valerio Aspromonte, 16 березня 1987) — італійський фехтувальник, олімпійський чемпіон.

## Виступи на Олімпіадах
| Олімпіада   | Дисципліна       | Місце |
| ----------- | ---------------- | ----- |
| Лондон 2012 | рапіра, особисті | =5    |
| Лондон 2012 | рапіра, командні | 1     |

## Зовнішні посилання
- Досьє на sport.references.com [Архівовано 15 серпня 2012 у Wayback Machine.]